# Symbellia citrea
Symbellia citrea is een rechtvleugelig insect uit de familie Euschmidtiidae. De wetenschappelijke naam van deze soort is voor het eerst geldig gepubliceerd in 1910 door Heinrich Hugo Karny. De soort werd gevonden in Walvisbaai in Duits-Zuidwest-Afrika (het huidige Namibië).